# کینگزتاون (ویرجینیا)
کینگزتاون (به انگلیسی: Kingstowne) یک منطقهٔ مسکونی در ایالات متحده آمریکا است که در شهرستان فرفکس، ویرجینیا واقع شده‌است. کینگزتاون ۷٫۵ کیلومتر مربع مساحت و ۱۵٬۵۵۶ نفر جمعیت دارد و ۶۰٫۹۶ متر بالاتر از سطح دریا واقع شده‌است.